# Gardenia jasminoides
Gardenia jasminoides é uma  planta ornamental da família das rubiáceas,